# Тюленев, Иван Николаевич
Иван Николаевич Тюленев (25 ноября 1915, Борыково, Тверская губерния — 21 января 1987, Николаев) — командир эскадрильи 367-го бомбардировочного авиационного полка 132-й бомбардировочной авиационной дивизии 4-й воздушной армии Северо-Кавказского фронта, капитан. Герой Советского Союза.

## Биография
Родился 25 ноября 1915 года в деревне Борыково ныне Старицкого района Тверской области. Член ВКП(б)/КПСС с 1941 года. В подростковом возрасте переехал к отцу, работавшему машинистом парохода в Ленинграде. Окончил 6 классов и школу ФЗУ «Юный водник». Работал слесарем.
В Красной Армии с 1934 года, по путёвке комсомола поступил в лётную школу. В 1936 году окончил Качинскую военную авиационную школу пилотов. Участник советско-финской войны 1939—1940 годов. На фронтах Великой Отечественной войны с июня 1941 года. Защищал от врага Крым и Севастополь, освобождал Северный Кавказ и Кубань, бомбил укрепления Кёнигсберга.
Командир эскадрильи 367-го бомбардировочного авиационного полка капитан Иван Тюленев к июлю 1943 года совершил сто пятьдесят шесть успешных боевых вылетов на штурмовку войск противника, бомбардировку его объектов, нанеся врагу значительный урон.
Указом Президиума Верховного Совета СССР от 24 августа 1943 года за образцовое выполнение боевых заданий командования на фронте борьбы с немецко-фашистскими захватчиками и проявленные при этом мужество и героизм капитану Тюленеву Ивану Николаевичу присвоено звание Героя Советского Союза с вручением ордена Ленина и медали «Золотая Звезда».
Всего за году войны лётчик бомбардировочной авиации совершил триста шесть боевых вылетов, в результате которых было уничтожено более полка вражеской пехоты, сожжены на земле семнадцать самолётов противника, двадцать три танка, девяносто автомашин с войсками и грузами, сто тридцать орудий, взорвана переправа, железнодорожный эшелон, в расположении вражеских войск вызвано сорок три очага пожара.
В 1947 году И. Н. Тюленев окончил Высшие лётно-тактические курсы усовершенствования офицерского состава, в а 1956 году — Военную академию Генерального штаба. С 1950 года служил в Военно-Морском Флоте СССР. Командовал авиационной дивизией. С 1958 года полковник Тюленев И. Н. — в отставке по болезни.
Заслуженный ветеран двух войн жил в административном центре Николаевской области Украины — городе Николаеве. До ухода на пенсию работал председателем заводского комитета завода «Металлист». Скончался 21 января 1987 года. Похоронен в Николаеве.
Награждён двумя орденами Ленина, двумя орденами Красного Знамени, орденом Александра Невского, двумя орденами Отечественной войны 1-й степени, орденом Красной Звезды, медалями.